# Політична партія малого і середнього бізнесу України
Партія малого та середнього бізнесу України — українська політична партія, що позицінує себе як це добровільне об’єднання громадян України, які свідомо й відповідально представляють інтереси українського суспільства в державно-політичній системі влади.
Головним завданням Партії є створення потужного середнього класу як опори всіх позитивних змін на українській землі.
Основна мета діяльності Партії — сприяння становленню і розвитку в Україні середнього класу шляхом подолання бідності. 
Один з ключових пріоритетів політики Партії — стимулювання й підтримка активних категорій населення, створення сприятливих умов для життєвої самореалізації громадян та можливостей гідного заробітку; захист інтересів малого та середнього бізнесу на всіх рівнях державної влади, гостро потрібний саме тепер, коли влада узурпована великим бізнесом, який не дає змоги розвитку підприємствам нижчого рівня.
Головою Партії малого та середнього бізнесу є Ярослав Анатолійович Місяць.  
Перший установчий з'їзд партії відбувся 6 червня 1998;
У парламентських виборах 2002 року партія брала участь у складі виборчого блоку «Проти всіх», що набрав 0,11 % голосів виборців (25 місце з 33 претендентів).
У парламентських виборах 2006 року партія брала участь у складі виборчого блоку «Патріоти України», що набрав 0,04 % голосів виборців (посів передостаннє місце з 33 претендентів).
У дострокових парламентських виборах 2007 року партія брала участь у складі виборчого блоку «Всеукраїнська громада», що набрав 0,05 % голосів виборців (посів передостаннє місце з 15 претендентів).